# Stockwell Garage

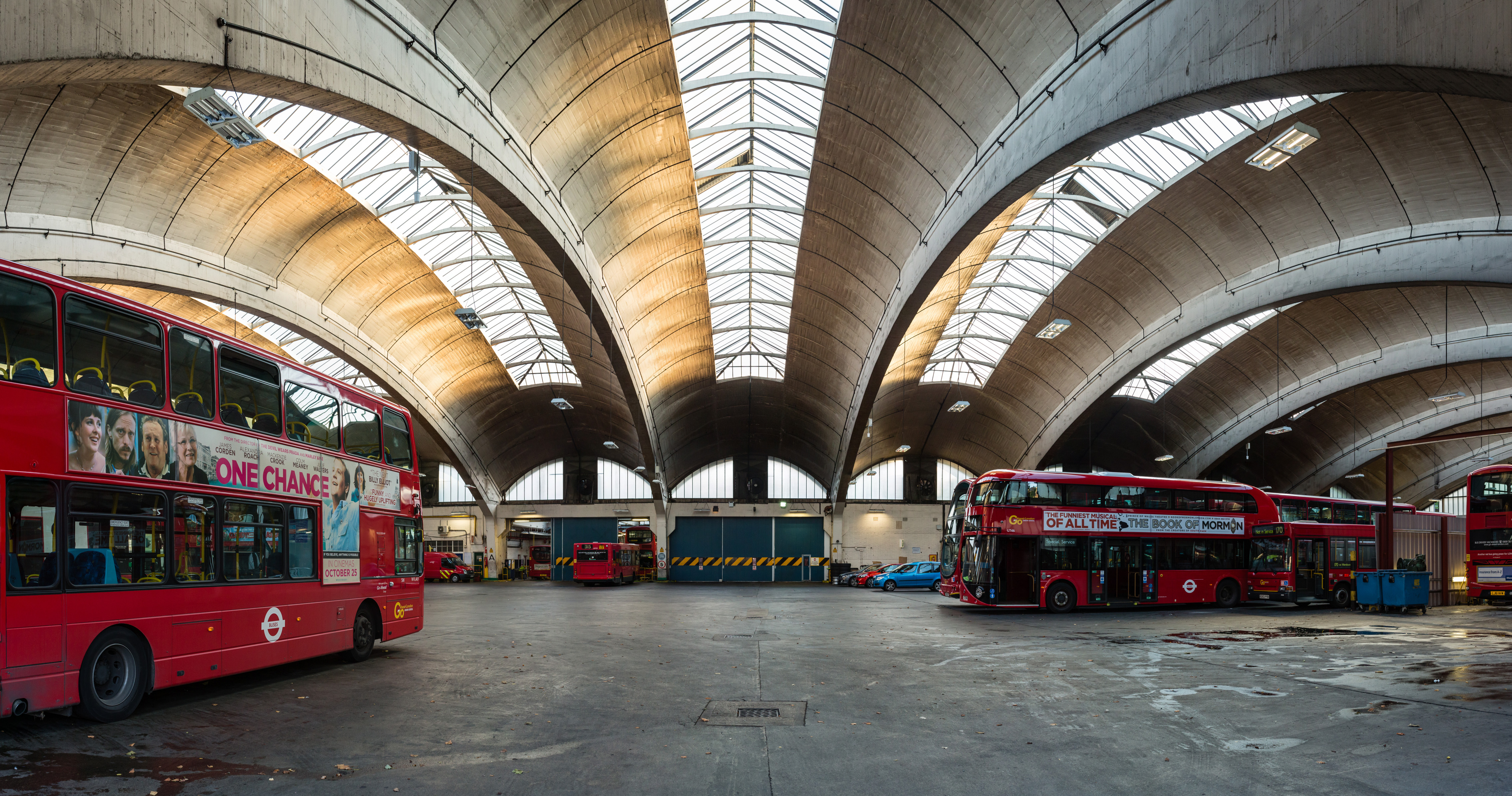
Innenansicht der Stockwell Bus Garage

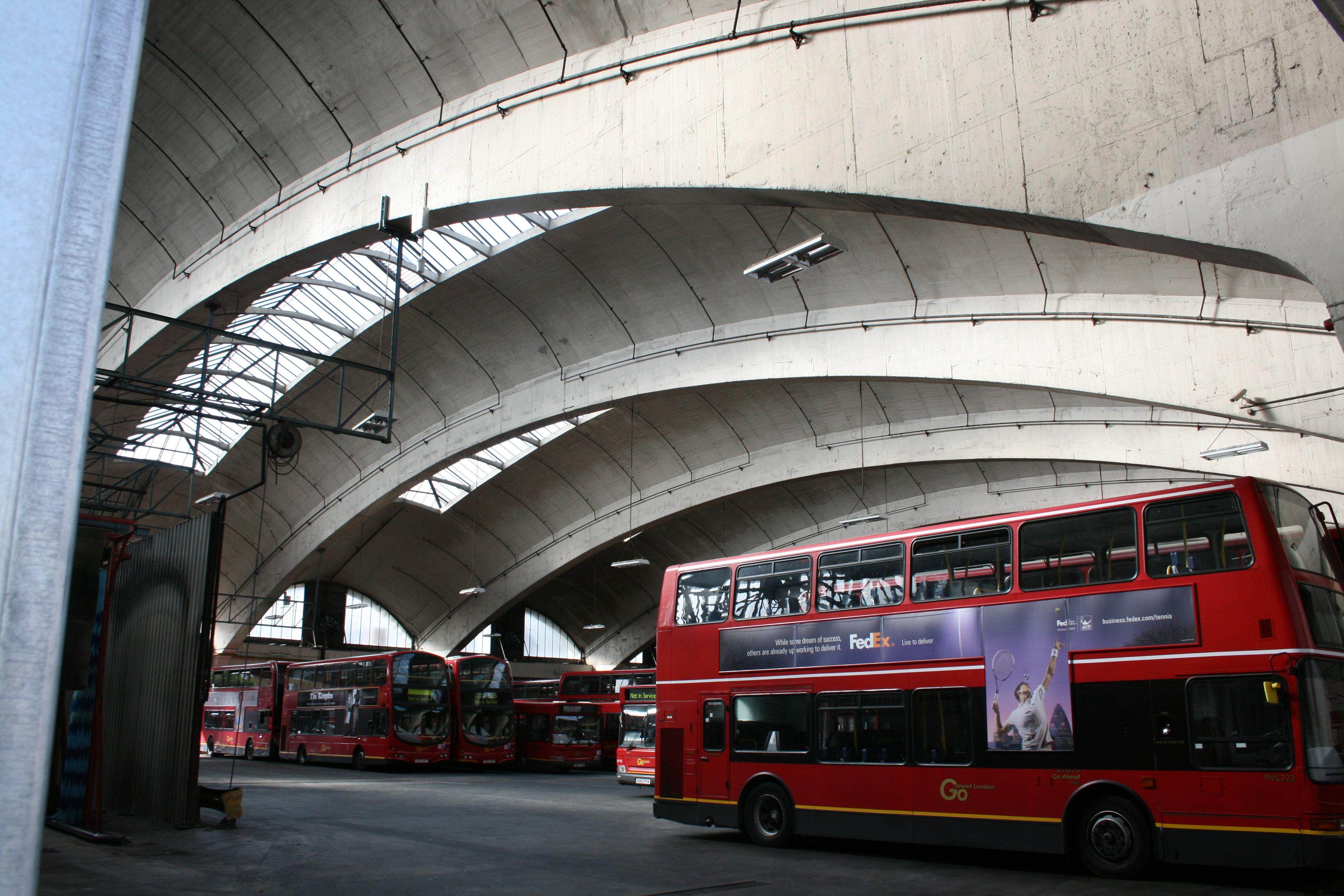
Innenansicht

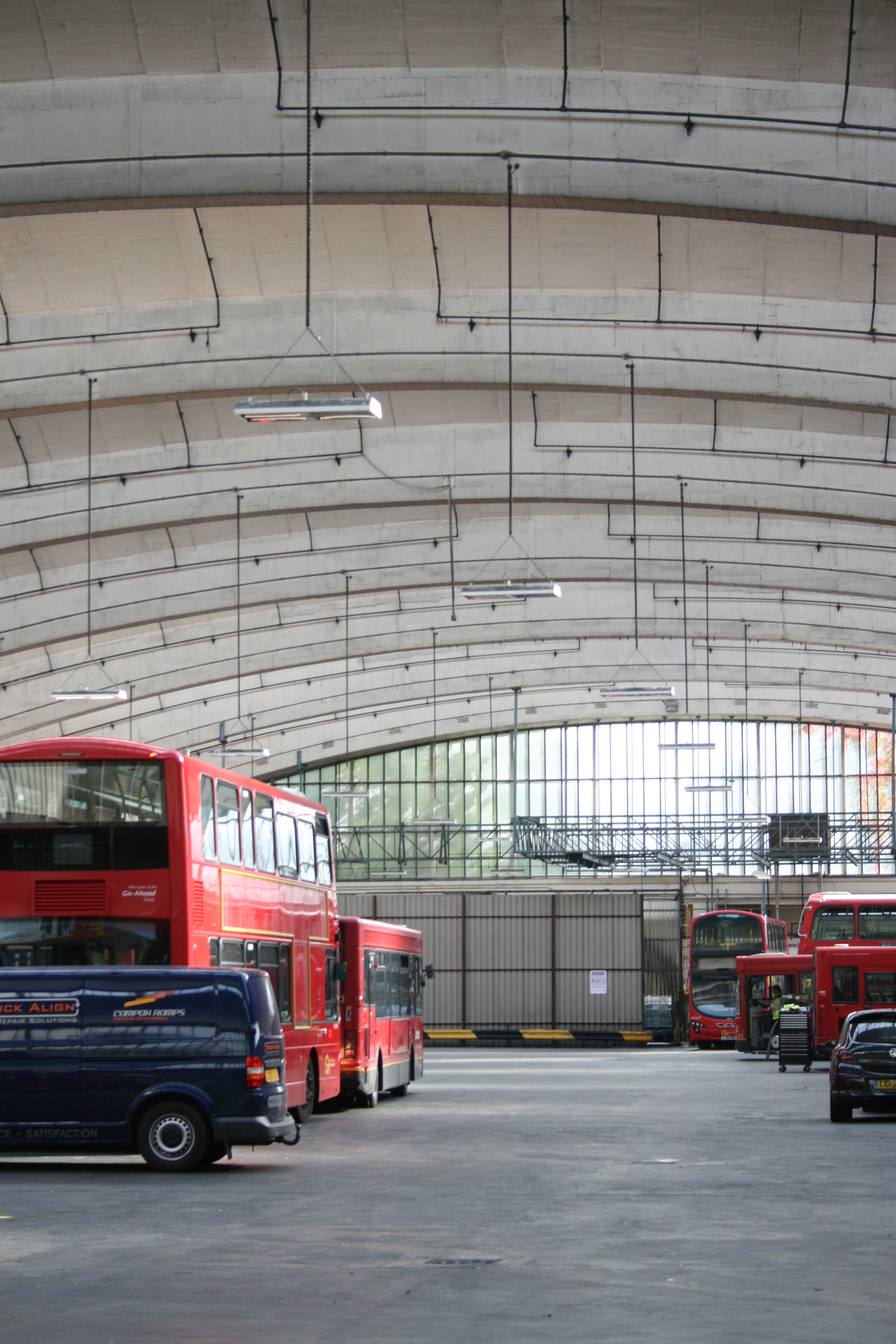
Innenansicht, Blick entlang der Längsachse

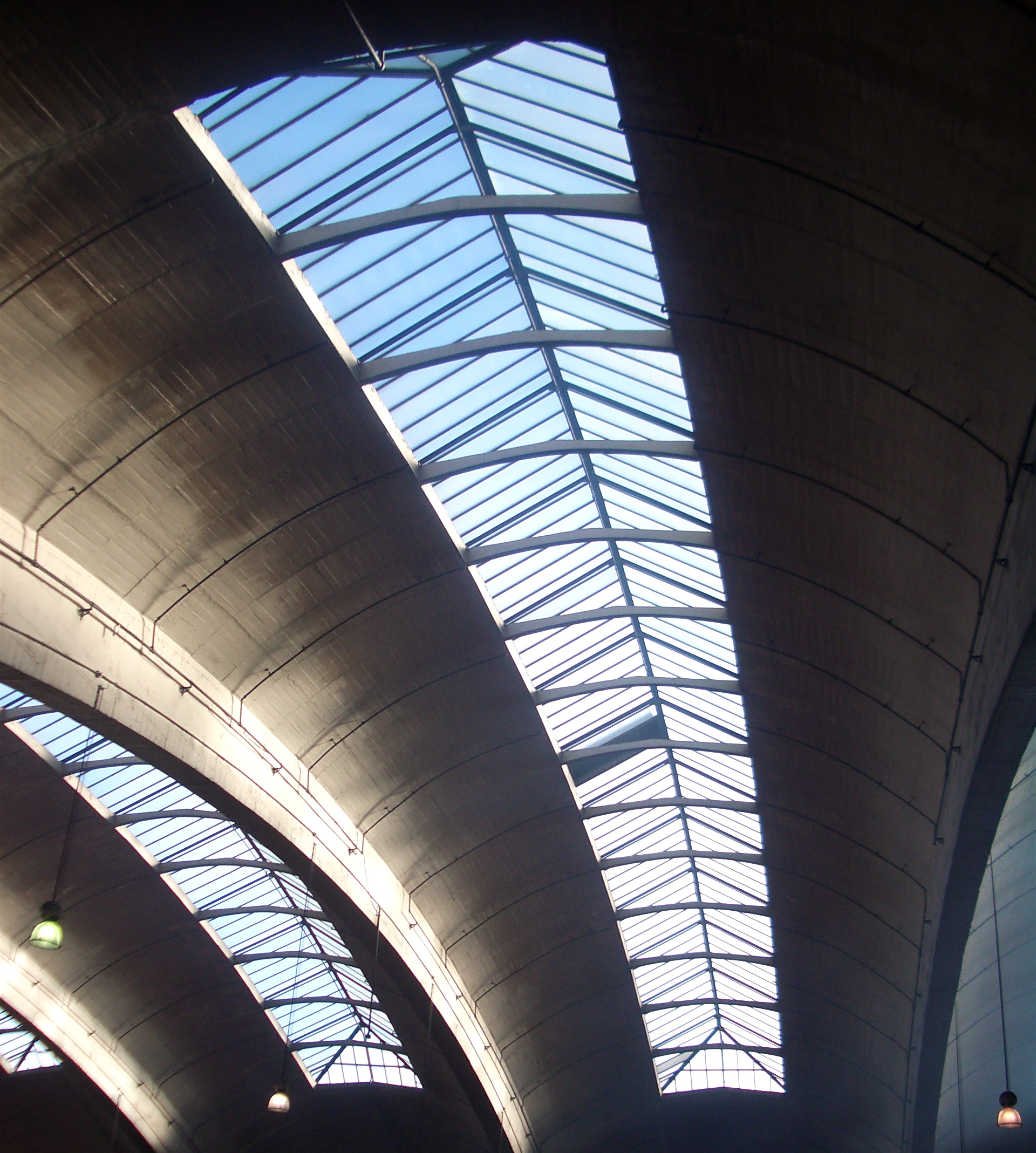
Detailansicht der Dachfenster

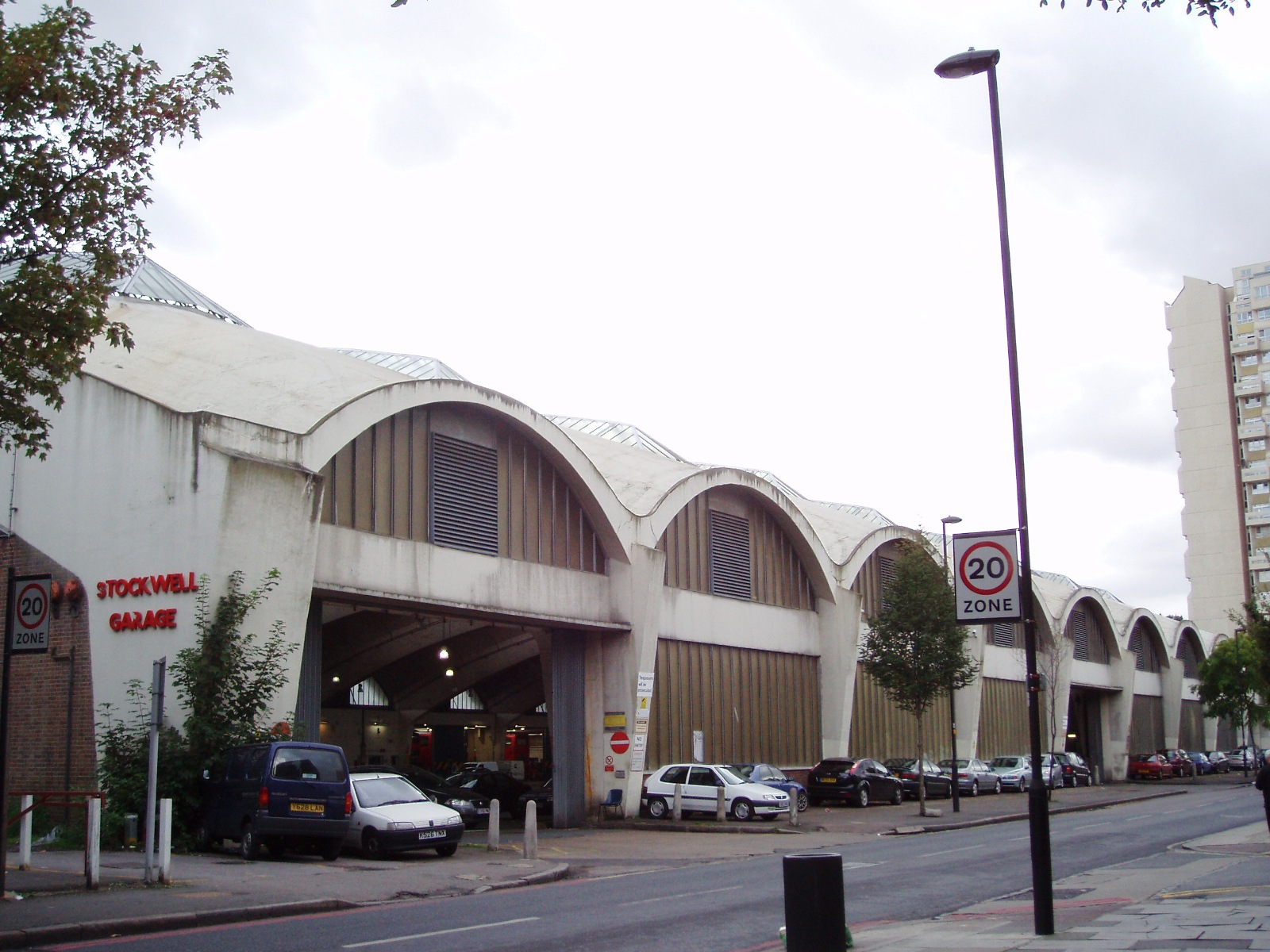
Stockwell Bus Garage, Ansicht von der Binfield Road

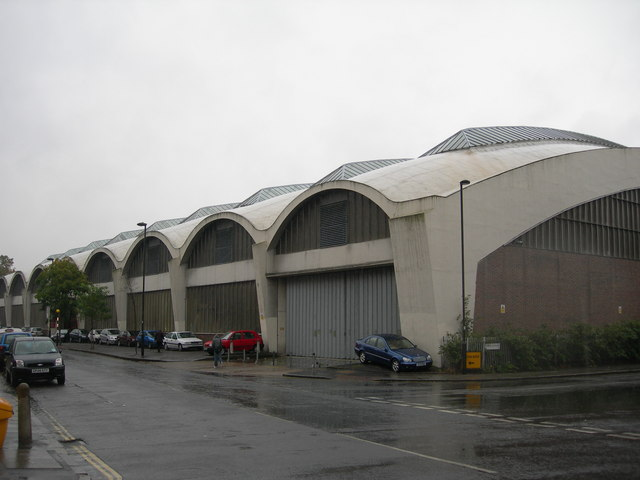
Aufnahme von der Ecke Binfield Road und Lansdowne Way

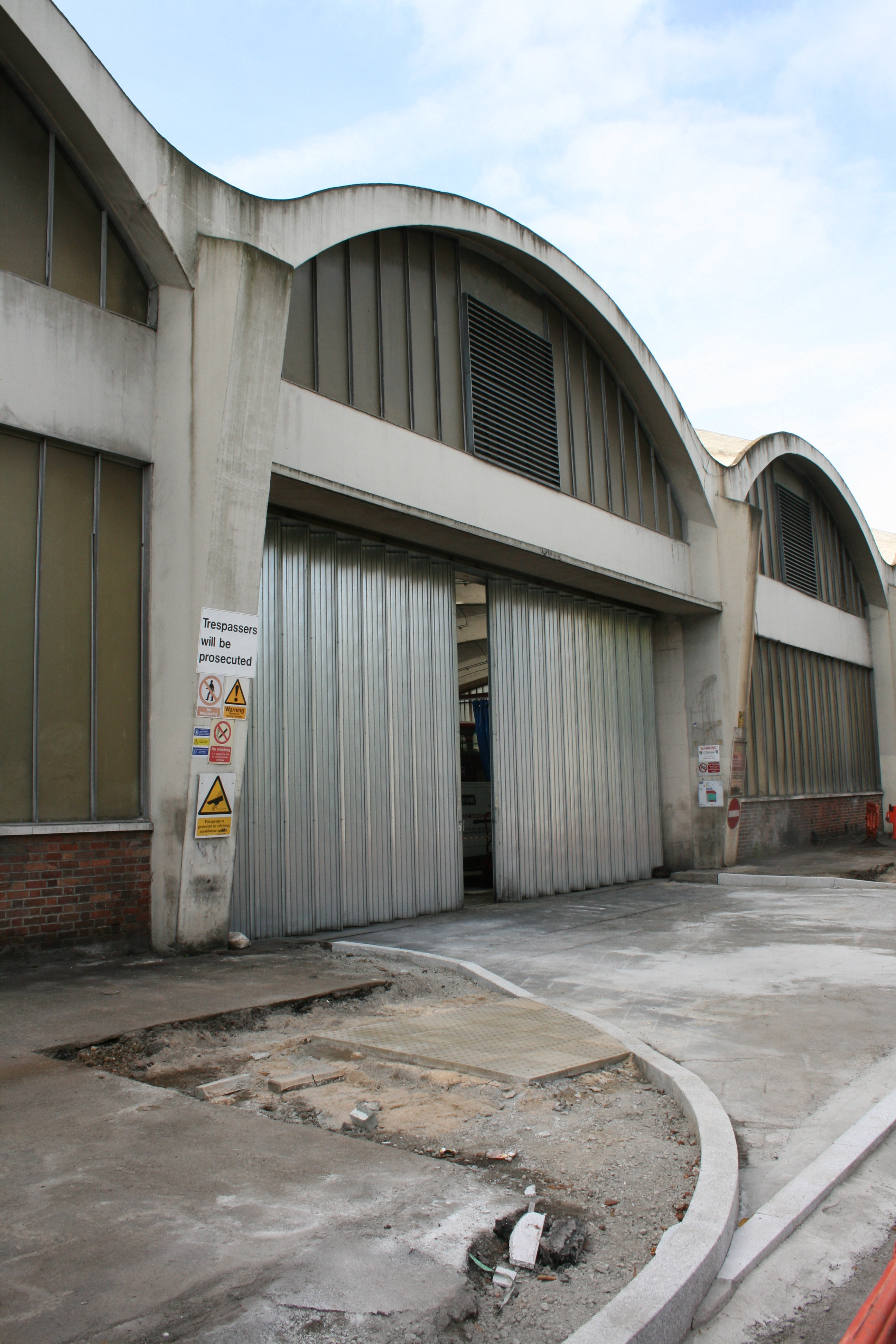
Äußere Ansicht eines Gewölbes, Lansdowne Way

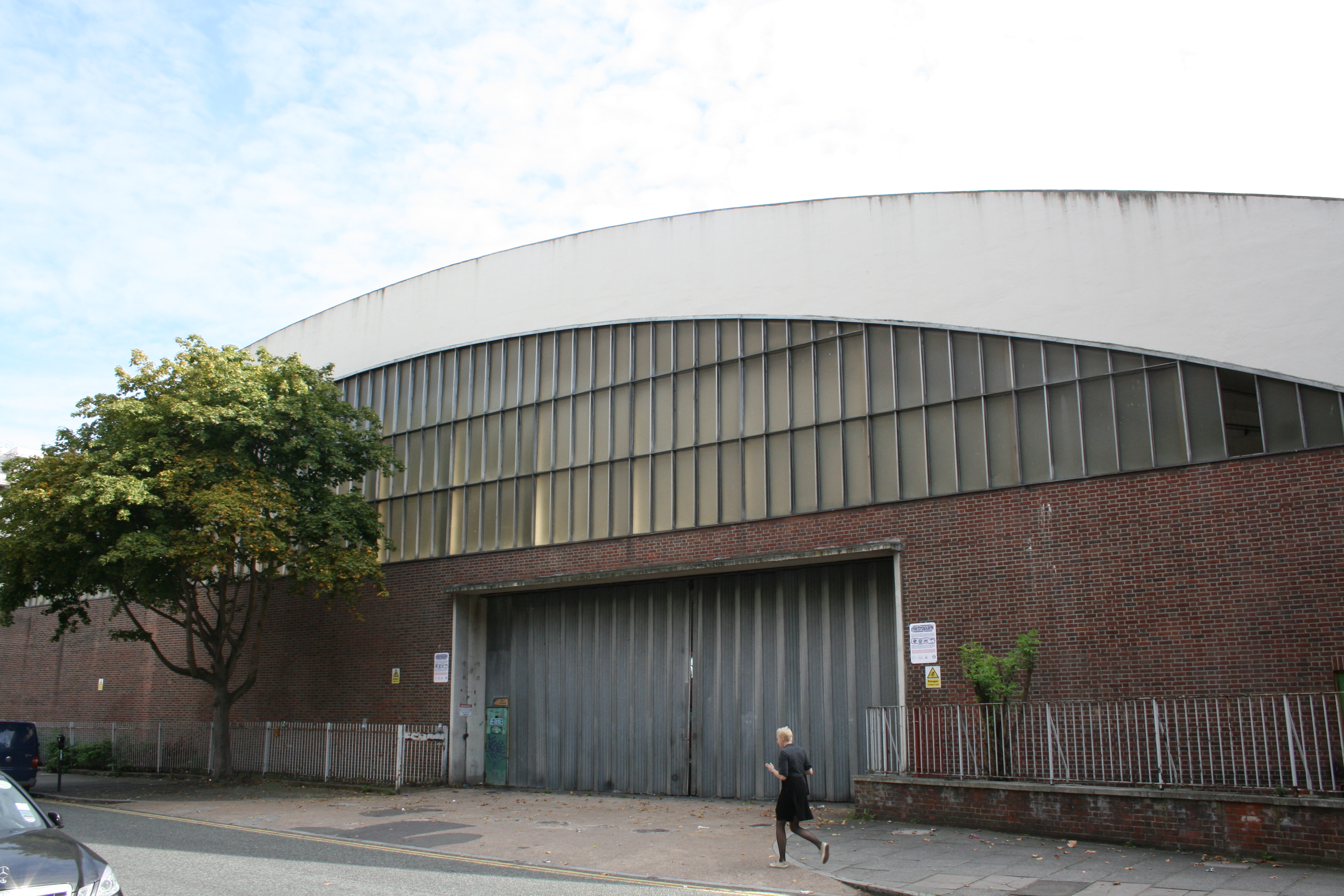
Stirnseite der Halle

Die Stockwell Bus Garage ist eine Bushalle an der Binfield Road im Stadtteil Stockwell des London Borough of Lambeth (London SW4 6ST). Sie wurde für die London Transport Executive (LTE) nach einem gemeinsamen Entwurf des Architektenbüros George M. Adie, Frederick C. Button und Partner mit Thomas Bilbow, dem Architekten der LTE, gebaut. Zum Zeitpunkt ihrer Eröffnung am 2. April 1952 hatte sie die größte freitragend überdachte Fläche Europas.

## Planung und Bau
Anfang der 1950er Jahre benötigte die London Transport Executive Unterbringungsmöglichkeiten für zweihundert neue Busse, die im Südosten Londons die letzten Straßenbahnen ersetzen sollten. Der Stahlmangel dieser Zeit und die Anforderung, eine sehr große ununterbrochene Hallenfläche zu erreichen, bedingte eine Abkehr von den bis dahin üblichen stählernen Rahmen der Dachkonstruktionen, zugunsten der Stahlbeton-Bauweise. Ein früheres Wohngebiet im Stadtteil Stockwell, dessen Bebauung im Zweiten Weltkrieg deutschen Luftangriffen zum Opfer gefallen war, wurde als Baugrund ausgewählt. Als Bauingenieur war A. E. Beer tätig, und die Ausführung wurde dem Unternehmen Wilson Lovatt and Sons, Ltd., übertragen.
Mit den Bauarbeiten wurde im Juni 1950 begonnen, doch bereits kurz nach Beginn der Bauarbeiten wurde festgestellt, dass der erwartete Kiesgrund von unregelmäßiger Stärke war. Nachforschungen führten zu der Feststellung, dass sich das Baugrundstück im ehemaligen Bett des im 19. Jahrhundert umgeleiteten Flusses Effra befand. Entgegen den ursprünglichen Planungen mussten die Stahlbetonbögen der Halle von Pfeilern getragen werden, die ihrerseits auf jeweils acht oder neun tief in den Lehmboden versenkten Betonstützen ruhen.
Die Schalung für die Bögen bestand aus Metall und Holz. Sie wurde in sieben vorgefertigten Teilen angeliefert und nacheinander für alle zehn Bögen verwendet. Der Guss der Träger erfolgte in vier Abschnitten. Zunächst wurden die Pfeiler gegossen. Es folgten die ersten etwa acht Meter von beiden Seiten, dann weitere 15 Meter, und schließlich das verbindende Mittelstück von 12 Metern Länge.

## Bauwerk
Äußerlich präsentiert sich die Halle als ein typisches Beispiel für die Londoner Architektur der frühen 1950er Jahre. Mit der Stockwell Bus Garage nutzte man die damaligen Möglichkeiten der Technik aus. Das 115 Meter lange Dach der Halle bilden zehn an der Unterkante 66 Zentimeter breite Stahlbetonträger mit schmetterlingsförmigem Profil. Sie verjüngen sich von etwa drei Meter Höhe an den Basen bis zur Mitte des Bogens auf etwa 2,10 Meter Höhe. Jeder überspannt fast 60 Meter mit 12 Metern lichter Höhe im Zentrum.
Die Träger liegen mit ihren Enden auf etwa fünf Meter hohen Stahlbetonpfeilern auf. In deren oberem Bereich umlaufen Stahlträger mit H-Profil die ganze Halle und gewährleisten die Stabilität in Längsrichtung. Am ersten und letzten Bogen ist außen jeweils ein weiterer Stahlbetonträger mit nur 46 Zentimeter Breite angefügt, der mit dem Träger normaler Breite einen 2,40 Meter breiten Kasten aus Stahlbeton bildet.
Die neun Tonnengewölbe zwischen den Trägerpaaren haben eine Breite von 12,80 Metern und sind auf der ganzen Länge mit mehr als vier Meter breiten Dachfenstern versehen. Von außen betrachtet sind die Pfeiler unter den Trägern als Strebwerk sichtbar, auf dem das geschwungene Dach aufliegt.
An der Vorderseite, zur Binfield Road, befinden sich drei seitwärts öffnende Segmenttore, die übrigen Gewölbe sind mit jeweils zwanzig vertikalen Fenstern versehen. An der zum Lansdowne Way gelegenen Seite der Halle haben das erste und das letzte Gewölbe Tore, die übrigen ebenfalls Fenster. Auch die Stirnseiten sind im oberen Teil großflächig verglast. Auf der Rückseite der Halle befinden sich in zwei ebenfalls in Stahlbeton ausgeführten Anbauten Büros, Sozial- und Werkstatträume.
Die Garage bietet fast 7.000 Quadratmeter durchgehende Parkfläche und konnte ursprünglich 200 Busse aufnehmen.

## Denkmalschutz
Seit dem 29. März 1988 wird die Stockwell Bus Garage im Denkmalverzeichnis von English Heritage als Grade II* listed building unter der Nummer 1249757 geführt. Damit gilt sie als besonders bedeutendes Bauwerk von allgemeinem Interesse. Diese zweithöchste mögliche Einstufung bringt ihre Bedeutung in der Nachkriegsarchitektur und der Technikgeschichte zum Ausdruck.
Die Stockwell Bus Garage liegt im Sanierungsgebiet South Lambeth Road des London Borough of Lambeth. In einer 2012 veröffentlichten Bestandsaufnahme des Gebiets wird der heruntergekommene Zustand des Gebäudes beklagt, der sein weiteres Umfeld ebenfalls beeinträchtigt.

## Heutige Nutzung
Die Stockwell Bus Garage wird weiterhin als Busdepot genutzt. Mehrere Buslinien fahren die Stockwell Bus Garage als Haltestelle an, sie werden von Go-Ahead London im Auftrag von Transport for London betrieben:
- 11 von Fulham Broadway zum Bahnhof Liverpool Street
- 11 vom Bahnhof Ealing Broadway zum Bahnhof Liverpool Street (Nachtbus)
- 19 von der Battersea Bridge zum Bahnhof Finsbury Park
- N19 vom Bahnhof Clapham Junction zum Bahnhof Finsbury Park (Nachtbus)
- N44 von Sutton nach Aldwych (Nachtbus)
- 87 von Wandsworth nach Aldwych
- N87 von Kingston nach Aldwych (Nachtbus)
- 88 von Clapham Common nach Camden Town
- 170 von Roehampton Danebury Ave zur Victoria Station
- 196 von Norwood Junction nach Elephant & Castle
- 249 von Clapham Common zur Anerley Station
- 315 von Balham nach West Norwood
- 333 von Elephant & Castle zum Tooting Broadway